# Esterházy-Torte

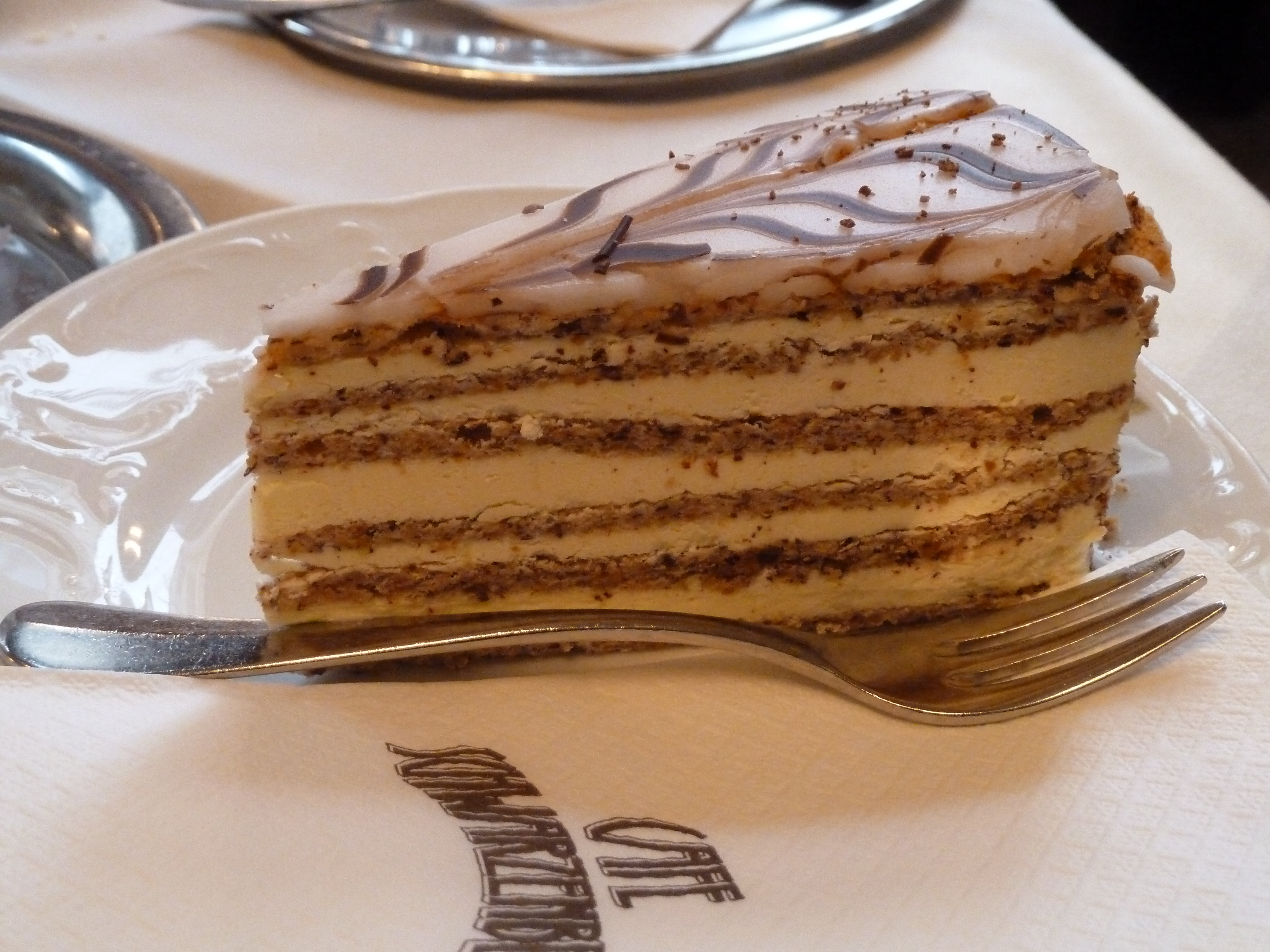
Esterházy-Torte

Die Esterházy-Torte ist eine ungarische Cremetorte, die im Fin de siècle der Donaumonarchie zu Beginn des 20. Jahrhunderts von Budapester Konditoren entwickelt wurde und bis heute vor allem in Ungarn und Österreich, aber auch in Deutschland geschätzt wird. Sie besteht aus hellgelber Buttercreme zwischen Biskuitböden, überzogen mit weißer Zuckerglasur. Oben ist sie verziert mit Schokolade und kandierten Früchten, am Rand mit Krokant. Verbreitet ist auch die Version der Esterházyschnitte.

## Name
Die Torte wurde nach Paul III. Anton Esterházy de Galantha (1786–1866) benannt, einem Mitglied der ungarischen Magnatenfamilie Esterházy und Außenminister der k.u.k. Monarchie.

## Herstellung
Zunächst wird aus steif geschlagenem Eiweiß, geriebenen Mandeln, Zucker, Butter und Mehl ein Makronenteig hergestellt, aus dem fünf Tortenböden derselben Größe gebacken werden. Diese werden mit einer mit Cognac oder Vanille verfeinerten Buttercrememasse bestrichen und aufeinander geschichtet. Sodann wird die Torte mit Fondantglasur (einer dickflüssig gekochten Masse aus Zucker und Wasser) überzogen, das typische Esterházytortenmuster mit flüssiger dunkler Schokolade auf dem weißen Fondant aufgetragen und seitlich mit Krokant eingestreut. Es sind auch Dekorierungen mit kandierten Früchten üblich.

## Varianten
Es gibt abweichende Zubereitungsarten (beispielsweise nur vier anstatt fünf Lagen, abweichende Füllungen oder auf der Grundlage von Biskuitteig).